# Lambrusca uralica
Lambrusca uralica là một loài ruồi trong họ Tachinidae.